# ローレンス・ハイド (初代ロチェスター伯爵)

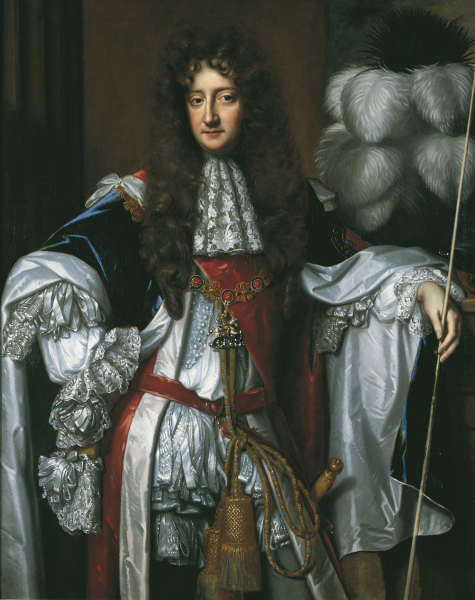
初代ロチェスター伯爵ローレンス・ハイド（ウィリアム・ウィッシング、1685年 - 1687年）

初代ロチェスター伯爵ローレンス・ハイド（英: Laurence Hyde, 1st Earl of Rochester, KG, PC, 1641年3月 - 1711年5月2日）は、イギリスの貴族・政治家。ステュアート朝に仕え要職を歴任、後にトーリー党の幹部として野党活動を展開していった。

## 生涯

### 初期の経歴
1641年、後の初代クラレンドン伯爵エドワード・ハイドとフランシス・アリスバーリーの次男として生まれた。第2代クラレンドン伯爵ヘンリー・ハイドとジェームズ2世の最初の妃アン・ハイドの弟でメアリー2世・アンは姪に当たる。
1660年の王政復古で父とチャールズ2世がイングランドへ戻ると議会総選挙でコーンウォールのニューポートから下院議員に選出、翌1661年の選挙ではオックスフォードから立候補して騎士議会で議席を得た。1661年にフランス大使を務め、1662年から1675年まで王室衣装係として宮廷に仕えた。1667年に父が第二次英蘭戦争の責任を取らされ失脚した後も兄と共にイングランドに留まり、1676年にポーランド大使、ウィーン大使を務め、仏蘭戦争の講和条約であるナイメーヘンの和約でイングランド代表の1人として参加した。
イングランドへ戻った後の1679年にチャールズ2世により議会解散が行われ、選挙区をウィルトシャーのウートン・バセットに移しそこで当選、同年に第一大蔵卿に任命されチャールズ2世の主要顧問に選ばれた。在任中はフランスからの財政援助を求めた1681年の条約締結に参加、チャールズ2世はこの資金援助を元にして議会解散に踏み切った。議会とチャールズ2世は王位排除法案を巡って対立していたが、予算不足の解消により議会の承認を得る必要が無くなり解散が可能となり、王位は安泰となった。翌1682年に功績によりロチェスター伯爵・ハイド子爵・ウートン・バセット男爵に叙爵された。
しかし、王璽尚書のハリファックス侯ジョージ・サヴィルが財政を調査した結果、不始末で4万ポンドを失ったことが明らかになり、1684年に大蔵卿を更迭されシドニー・ゴドルフィンと交代、枢密院議長に転任となった。翌1685年にチャールズ2世が死去、義兄のジェームズ2世が即位すると第一大蔵卿に復帰、ハリファックスが枢密院議長となり、ゴドルフィンは大蔵委員として引き続き財政を担当した。兄ヘンリーもハリファックスの後任の王璽尚書となりアイルランド総督も兼ねてアイルランドへ出向した。

### ジェームズ2世との対立
姉アンがジェームズ2世の先妻だった縁もあり兄と共に重用されたが、ジェームズ2世に不信感を抱いていた。ロチェスターはプロテスタントのイングランド国教会を奉じていたが、ジェームズ2世はカトリック教徒だったため、カトリックと非国教徒を登用していくジェームズ2世の方針とカトリックの勢力伸長を警戒していたからである。
1686年、ジェームズ2世はカトリックの神学者を通してロチェスターを改宗させようとしたが拒絶されたため、カトリックとプロテスタント双方の牧師を選んで論争させることを伝え、ロチェスターが同意したため11月30日にホワイトホール宮殿で極秘に論争が行われた。ところがこの会議では決着が着かず、ロチェスターは再度開催を要求してジェームズ2世も了承したが、ジェームズ2世は12月17日にロチェスターにカトリックへの改宗か辞任かを迫り、拒絶したロチェスターは翌1687年1月4日に罷免された。アイルランド総督だった兄もジェームズ2世が派遣した副官のティアコネル伯リチャード・タルボットに実権を奪われ傀儡の地位に過ぎないことに不満を抱き2月に辞任、ハイド兄弟を排斥したジェームズ2世は宗教の寛容を楯に腹心を取り立てたりプロテスタントを除いたりして勢力を伸ばしていった。
1687年4月に信仰自由宣言を発して寛容を目論み、7月に議会を解散したジェームズ2世は、次の総選挙に向けて親カトリック派の当選を狙い地方の統監と治安判事に寛容政策に賛成か反対かを尋ねる質問状を送り、反対した人物を更迭する方法を取った。ハートフォードシャー統監だったロチェスターも質問に答えたが、プロテスタントの保護が無くなった議会に議員を送らないと反対、更迭はされなかったが他の貴族達は寛容政策に危機感を抱くようになっていった。

### 名誉革命以後
1688年、ジェームズ2世に反感を抱いた貴族達の招聘で、ジェームズ2世の甥で娘メアリーの夫でもあるオランダ総督ウィレム3世が上陸するとイングランド貴族達は浮き足立ち降伏する者が後を絶たなかった。甥のコーンベリー子爵エドワード・ハイド（後の第3代クラレンドン伯）は軍勢を引き連れてオランダ軍に降伏、兄がウィレム3世に寝返った後もロチェスターはジェームズ2世の元に留まり、ロンドンからジェームズ2世が亡命、失敗して捕虜になると貴族達を集めてロンドンに暫定政権を発足させ治安維持に尽くした。地方に対してはオランダ軍との交戦禁止及び武装解除を命令、ウィレム3世が要求した自由な議会開催に向けて努力することを表明してウィレム3世を出迎えた。
ジェームズ2世がフランスへ亡命し名誉革命が成功を収め、翌1689年に議会が開かれると次の王位をどうすべきか議論が行われ、ウィレム3世かメアリーをジェームズ2世の摂政とするトーリー党の提案に賛成、ウィレム3世とメアリーを王とする提案には反対したが、後者が採用されウィリアム3世とメアリー2世が即位すると忠誠を誓い、枢密院の一員として政務を預かった。1700年にアイルランド総督に任命されたが、任地には行かず国教会の擁護を唱えて非国教徒の公職排除を強化する便宜的国教徒禁止法を提出、ノッティンガム伯爵ダニエル・フィンチと共に急進派としてトーリー党の政策実現を訴えたため、穏健派のゴドルフィンとアン女王から疎まれ1703年に罷免され下野、1706年にホイッグ党政権が出来ると枢密院からも排除された。
下野した後は政府批判に回り国教会が非国教徒への寛容により危機にあると訴え、スペイン継承戦争で大陸派兵を行うホイッグ政権に反対してスペインを始めとする海外派兵を主張して与党と対立したが、やがて元閣僚で穏健派のロバート・ハーレーに協力、1710年にハーレーの尽力でトーリー党が与党になると枢密院議長になり、翌1711年に大蔵卿となったハーレーがヘンリー・シンジョンとの対抗から協力を持ちかけるとハーレーを支援したが、同年5月に70歳で死去。
ロチェスター伯位は息子のヘンリー・ハイドが継承、ヘンリーは1723年に従兄のエドワード・ハイドが子の無いまま亡くなった後にクラレンドン伯位も継承したが、1753年に死去すると爵位は消滅、ヘンリーの孫娘の夫トマス・ヴィリアーズが新設の形でクラレンドン伯位を受け継いだ。

## 子女
1665年にバーリントン伯爵リチャード・ボイルの娘ヘンリエッタと結婚、3人の子を儲けた。
1. アン（? - 1684年/1685年） - オーモンド公ジェームズ・バトラーと結婚
2. ヘンリー（1672年 - 1753年） - 第2代ロチェスター伯、第4代クラレンドン伯
3. ヘンリエッタ（1677年 - 1730年） - ダルキース伯ジェームズ・スコット（初代モンマス公爵ジェイムズ・スコットと初代バクルー公爵アン・スコットの息子）と結婚、第2代バクルー公フランシス・スコットの母。